# Mezilaurus palcazuensis
Mezilaurus palcazuensis är en lagerväxtart som beskrevs av H. van der Werff. Mezilaurus palcazuensis ingår i släktet Mezilaurus och familjen lagerväxter. Inga underarter finns listade i Catalogue of Life.